# Ò

Ilustrace

Ò (minuskule ò) je speciální písmeno latinky, používané v katalánštině, italštině a kašubštině.

## Výslovnost

### Katalánština
V katalánštině se písmeno ò vyslovuje jako /ɔ/, podobně jako francouzské o ve slově porte (dveře) nebo italské o ve slově cosa (věc).

### Italština
Jak již bylo uvedeno, písmeno ò se v italštině rovněž vyslovuje jako /ɔ/.

### Kašubština
V kašubštině se písmeno ò vyslovuje jako /wɛ/, což lze v polštině přibližně vyjádřit jako łe.